# Octan
Octan  (octane) là một hyđrocacbon thuộc nhóm ankan có công thức C8H18.
Octane có 18 đồng phân, gồm:
- 2,2,3,3-Tetramethylbutan
- 2,2,3-Trimethylpentan
- 2,2,4-Trimethylpentan (isooctan)
- 2,3,3-Trimethylpentan
- 2,3,4-Trimethylpentan
- 3-Methyl-3-ethylpentan
- 2-Methyl-3-ethylpentan
- 2,2-Dimethylhexan
- 2,3-Dimethylhexan
- 2,4-Dimethylhexan
- 2,5-Dimethylhexan
- 3,3-Dimethylhexan
- 3,4-Dimethylhexan
- 3-Ethylhexan
- 2-Methylheptan
- 3-Methylheptan
- 4-Methylheptan
- Octan mạch thẳng (n-octan)

## Tính chất
Có tính chống nổ kém. Không tan trong nước; có trong dầu mỏ. Đồng phân 2,2,4-trimetylpentan (isooctan) có trong xăng, có tính chống nổ được dùng làm chất chuẩn để đánh giá tính chống nổ của xăng. Isooctane tinh khiết được coi như có chỉ số octane = 100.